# Danh sách quốc gia châu Âu theo GDP trên người 2009

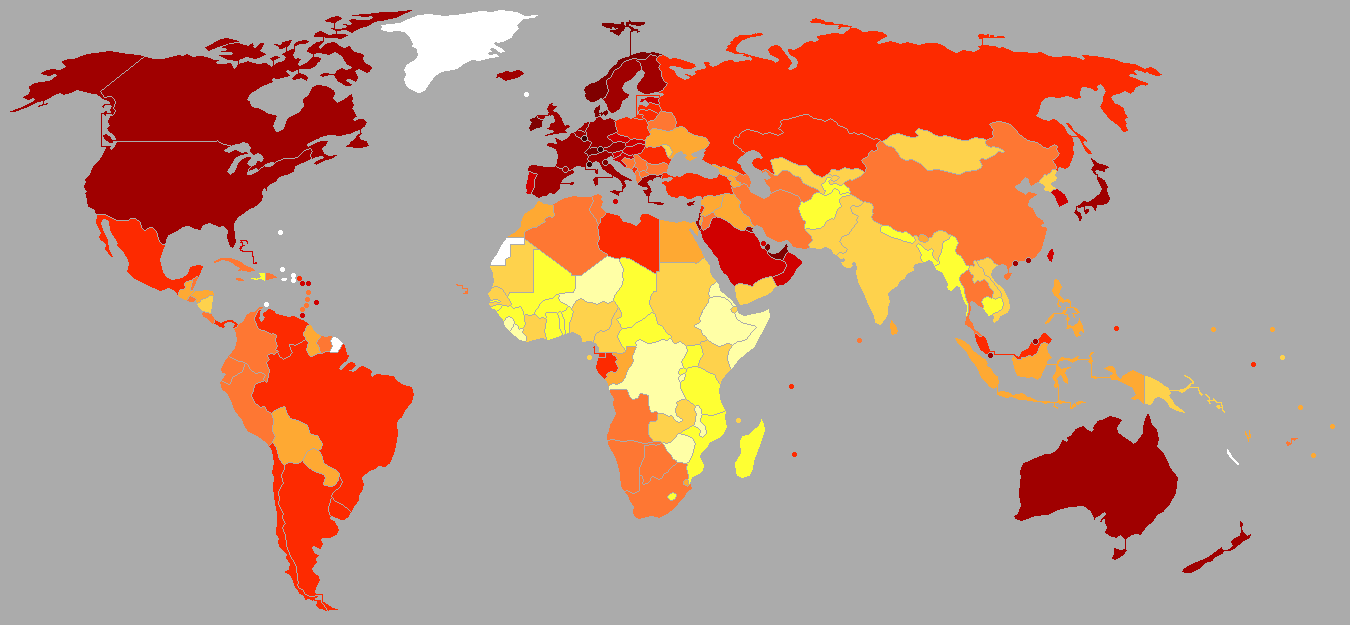
Các quốc gia theo GDP (danh nghĩa) trên người 2009 GDP.

Danh sách các quốc gia châu Âu theo GDP trên người 2009 là bảng thống kê về GDP trên người 2009 của 50 quốc gia và vùng lãnh thổ thuộc châu Âu. Ngoài 44 quốc gia độc lập, là thành viên của Liên Hợp Quốc, còn có các vùng lãnh thổ khác như: Quần đảo Faroe, Jersey, Đảo Man, Guernsey và Gibraltar. Trong danh sách này, Monaco là quốc gia có thu nhập bình quân trên người cao nhất châu Âu, với 203.900 USD/người, tiếp sau là Liechtenstein với 113.210 USD/người, Luxembourg với 108.952 USD/người. Quốc gia có thu nhập bình quân trên người thấp nhất châu Âu năm 2012 là Moldova chỉ có 1.514 USD/người, xếp áp chót là Kosovo với 2.300 USD/người.
Bảng thống kê được trích số liệu từ nguồn GDP trên người 2009 của Quỹ tiền tệ Quốc tế-IMF, những lãnh thổ hay quốc gia không được IMF thống kê, được bổ sung từ các nguồn Liên Hợp Quốc, Ngân hàng Thế giới-WB hay CIA Facebook.

## Danh sách
| STT | Quốc gia                                | GDP trên người (USD) | Tỉ lệ GDP trên người 2009 so với Việt Nam (%) |
| --- | --------------------------------------- | -------------------- | --------------------------------------------- |
| 1   | Đức                                     | 40.832               | 3.823,22                                      |
| 2   | Vương quốc Liên hiệp Anh và Bắc Ireland | 35.257               | 3.301,22                                      |
| 3   | Pháp                                    | 42.413               | 3.971,26                                      |
| 4   | Nga                                     | 8,681                | 812,83                                        |
| 5   | Italy                                   | 35.435               | 3.317,88                                      |
| 6   | Tây Ban Nha                             | 32,030               | 2.999,06                                      |
| 7   | Hà Lan                                  | 46.011               | 4.513,95                                      |
| 8   | Thụy Sĩ                                 | 63.526               | 5.948,13                                      |
| 9   | Thụy Điển                               | 43.668               | 4.088,76                                      |
| 10  | Bỉ                                      | 43.794               | 4.100,56                                      |
| 11  | Ba Lan                                  | 11.302               | 1.058,24                                      |
| 12  | Áo                                      | 45.686               | 4.277,72                                      |
| 13  | Đan Mạch                                | 56.263               | 5.268,01                                      |
| 14  | Hy Lạp                                  | 29.635               | 2.774,81                                      |
| 15  | Phần Lan                                | 44.581               | 4.174,25                                      |
| 16  | Bồ Đào Nha                              | 21.970               | 2.057,12                                      |
| 17  | Ireland                                 | 49.863               | 4.668,82                                      |
| 18  | Ukraine                                 | 2.569                | 240,54                                        |
| 19  | Séc                                     | 18.256               | 1.709,36                                      |
| 20  | Romania                                 | 7.523                | 704,40                                        |
| 21  | Hungary                                 | 12.652               | 1.184,64                                      |
| 22  | Slovakia                                | 16.282               | 1.524,53                                      |
| 23  | Belarus                                 | 5.166                | 483,71                                        |
| 24  | Luxembourg                              | 108.952              | 10.201,50                                     |
| 25  | Croatia                                 | 15.284               | 1.431,09                                      |
| 26  | Bulgaria                                | 6.223                | 582,68                                        |
| 27  | Slovenia                                | 24.111               | 2.257,58                                      |
| 28  | Lithuania                               | 11.115               | 1.040,73                                      |
| 29  | Serbia                                  | 5.821                | 545,04                                        |
| 30  | Latvia                                  | 11.466               | 1.073,60                                      |
| 31  | Estonia                                 | 14.402               | 1.348,50                                      |
| 32  | Bosnia và Herzegovina                   | 4.365                | 408,71                                        |
| 33  | Iceland                                 | 37.991               | 3.557,21                                      |
| 34  | Albania                                 | 3.837                | 359,27                                        |
| 35  | Gibraltar                               | 38.200               | 3.576,78                                      |
| 36  | Macedonia                               | 4.546                | 425,66                                        |
| 37  | Malta                                   | 19.238               | 1.801,31                                      |
| 38  | Montenegro                              | 6.363                | 595,79                                        |
| 39  | Moldova                                 | 1.514                | 141,76                                        |
| 40  | Kosovo                                  | 2.300                | 215,36                                        |
| 41  | Liechtenstein                           | 113.210              | 10.600,19                                     |
| 42  | Monaco                                  | 203.900              | 19.091,76                                     |
| 43  | Jersey                                  | 57.000               | 5.337,08                                      |
| 44  | Andorra                                 | 41.130               | 3.851,12                                      |
| 45  | Đảo Man                                 | 35.000               | 3.277,15                                      |
| 46  | Guernsey                                |                      |                                               |
| 47  | San Marino                              | 50.670               | 4.744,38                                      |
| 48  | Quần đảo Faroe                          | 31.000               | 2.902,62                                      |
| 49  | Vatican                                 |                      |                                               |
| 50  | Transnistria                            |                      |                                               |